# Ada Deer
Ada Deer   (Keshena, 7 d'agost de 1935 - Fitchburg, 15 d'agost de 2023) fou una activista i escriptora menominee. Es graduà en treballs socials per la Universitat de Colúmbia el 1961, i es va unir al moviment menomini de restauració de la reserva i de la propietat tribal el 1972. El 1993 fou nomenada assistent de la Secretaria d'Interior per a Afers Indis, i primera dona índia directora de la BIA el 1997. Va escriure Speaking out (1970).